# Siegfried Wachtel
Siegfried Wachtel (* 28. April 1932) ist ein ehemaliger deutscher Fußballspieler. In der Saison 1958 gehörte der als Rechts- und Linksaußen eingesetzte Stürmer der Meistermannschaft von ASK Vorwärts Berlin an.

## Sportliche Laufbahn
Siegfried Wachtel spielte für vier Sportgemeinschaften bzw. Sportclubs in der Oberliga: BSG Aktivist Brieske-Ost, ASK Vorwärts Berlin SC Wismut Karl-Marx-Stadt und BSG Wismut Aue. In den Spielzeiten von 1951/52 bis 1966/67 erzielte er 65 Treffer in 240 Partien in der höchsten Spielklasse der DDR. In der Saison 1951/52 debütierte der Angreifer bei Aktivist Brieske-Ost an der Seite von Mitspielern wie Horst Franke, Werner Weist und Hermann Fischer in der Oberliga.
In der Saison 1954/55 war er für beide Mannschaften der Fußballsektion des SC DHfK Leipzig in der zweitklassigen Liga aktiv, die im Januar 1955 aufgelöst wurde. Wachtel gehörte zu jenen Spielern, die danach für die Berliner Vorwärts-Elf aufliefen. Am 16. Dezember 1956 wurde er im FDGB-Pokalfinale ASK Vorwärts gegen SC Chemie Halle-Leuna in Magdeburg in der 59. Minute für Gerhard Reichelt eingewechselt. Das Spiel gewann Halle-Leuna mit 2:1 Toren.
Im Laufe der letztmals im Rhythmus des Kalenderjahres ausgetragenen Oberligasaison 1960 wechselte Wachtel von Ost-Berlin aus der später zum Meister gekürten Armeeelf zur Sportvereinigung Wismut. Dort spielte er zunächst für den SC Wismut Karl-Marx-Stadt und nach dessen Auflösung bei der BSG Wismut Aue. Nachdem er bereits in der Saison 1960 zusammen mit zwei weiteren Spielern mit sieben Treffern bester Torschütze des Sportclubs geworden war, wurde er 1963 mit 14 Treffern alleiniger Torschützenkönig des Clubs.
International war der Angreifer einmal im Europapokal am Start: Im Europapokal der Landesmeister 1960/61 wurde Wachtel in allen drei Spielen gegen SK Rapid Wien (1:3, 2:0, 0:1) als Linksaußen eingesetzt.

## Weiterer Werdegang
Nach seiner Spielerlaufbahn war er in der Bezirksliga Dresden von 1969 bis 1972 bei der BSG Wismut Pirna-Copitz als Übungsleiter tätig.